# Saint Vincent og Grenadinerne ved sommer-OL 2020
Saint Vincent og Grenadinerne deltog under Sommer-OL 2020 i Tokyo som blev afviklet i perioden 23. juli til 8. august 2021.

## Medaljer
| 2020 Tokyo                    | Guld | Sølv | Bronze | Total |
| Saint Vincent og Grenadinerne | 0    | 0    | 0      | 0     |

### Medaljevinderne
| Saint Vincent og Grenadinerne under sommer-OL 2020 i Tokyo | Saint Vincent og Grenadinerne under sommer-OL 2020 i Tokyo | Saint Vincent og Grenadinerne under sommer-OL 2020 i Tokyo | Saint Vincent og Grenadinerne under sommer-OL 2020 i Tokyo | Saint Vincent og Grenadinerne under sommer-OL 2020 i Tokyo |
| Medalje                                                    | Navn                                                       | Sport                                                      | Event                                                      | Dato                                                       |
| ---------------------------------------------------------- | ---------------------------------------------------------- | ---------------------------------------------------------- | ---------------------------------------------------------- | ---------------------------------------------------------- |
| -                                                          | -                                                          | -                                                          | -                                                          | -                                                          |